# Turma da Mangueira
A Associação Recreativa, Beneficente, Cultural e Escola de Samba Turma da Mangueira é uma das escola de samba de São Luís, Maranhão.
A Turma da Mangueira é a escola de samba mais antiga de São Luís do Maranhão e do eixo Norte-Nordeste brasileiro, tendo sido fundada em 25 de dezembro de 1928 e localizando-se no bairro de João Paulo. 
O seu hino é considerado um dos melhores samba da história caranavalesca do Estado do Maranhão de 1979, quando falou de seus 50 anos de existência. As cores da Escola são o verde e rosa, as mesmas da Mangueira do Rio de Janeiro.
A escola de samba tem uma mulher na sua presidência que é Cidália Costa, filha do Baluarte e presidente de honra da entidade, Dito da Mangueira. Entre seus integrantes está Zé Pivó, considerado lenda viva do carnaval e da cultura do Estado do Maranhão.

## Histórico
A escola foi criada a partir do Bloco Paulistano, fundado em 1928.
No carnaval de 2006, fez uma homenagem ao MST, conquistando premiação entre as cinco melhores escolas. Em 2007, a escola fez uma homenagem a cidade São Luís, tendo como tema alusivo “São Luís, verde que te quero bela”, ficando novamente entre as cinco melhores escolas. Em 2008, teve como enredo os sonhos verde e rosa em brinquedos de papéis, ficou em 5º lugar. Já em 2009 desenvolveu o enredo sobre o esporte com o tema “Esporte é vida, é beleza e emoção”.
No Carnaval de 2010 a Turma da Mangueira fez menção à vida e dedicação do professor e maestro renomado do canto coral do Maranhão, Fernando Moucherek.
Em 2012, classificou-se em sétimo lugar.
Em 2016 a escola fez o maior desfile de sua história, desfilou com muito luxo, muito diferente dos últimos anos e conquistando o vice campeonato. Em junho do mesmo ano, a agremiação perdeu seu presidente de honra, Dito da Mangueira, co-fundador da escola, que morreu aos 86 anos.
Em 2017 a escola fez um bom desfile,  homenageando os 120 anos do bumba meu boi da Maioba com o enredo crença amor e tradição 120 anos de glória da folha do pajé.
Em 2018 a escola completa 90 anos e para comemorar levou para passarela o enredo "no jubileu de álamo Oxóssi recebe o panteão dos orixás no xirê da mangueira", apresentando um bom samba, fez um belo desfile.

## Segmentos

### Presidente
| Presidência    | Presidência       | Presidência |
| Presidente     | Mandato           | Ref.        |
| -------------- | ----------------- | ----------- |
| Cidália Costa  | ? - 2015          | [ 4 ]       |
| Itamilson Lima | 2015 - Atualidade |             |

### Presidente de honra
| Presidência       | Presidência    | Presidência |
| Presidente        | Mandato        | Ref.        |
| ----------------- | -------------- | ----------- |
| Dito da Mangueira | ? - 07/06/2016 | [ 1 ]       |
| cargo vago        |                |             |

## Carnavais
| Ano  | Colocação   | Enredo | Carnavalesco                     | Ref   |
| ---- | ----------- | --- | -------------------------------- | ----- |
| 1979 |             | Bodas de Ouro                                                                                                 |                                  |       |
| 1981 |             | Sonho de cativeiro, influência de um povo                                                                     |                                  |       |
| 1983 |             | Zabelê |                                  |       |
| 1984 |             | Cotidiano nordestino                                                                                          |                                  |       |
| 1992 |             | Novo amanhecer                                                                                                |                                  |       |
| 2000 |             | Na Terra dos Timbiras a Manga se fez raíz                                                                     |                                  |       |
| 2002 |             | Cantos que encantam                                                                                           |                                  |       |
| 2003 | 7º lugar    | Varanda em festa: Dilú Melo                                                                                   |                                  |       |
| 2004 | 8° lugar    | O jubileu é verde e rosa e a festa é rubro negra                                                              |                                  |       |
| 2005 | 8° lugar    | Mangaláxias, uma folia nas estrelas                                                                           |                                  |       |
| 2006 | 5ºlugar     | Tributo ao MST: 20 anos de luta.                                                                              |                                  |       |
| 2007 | 5ºlugar     | São Luís te quero bela.                                                                                       |                                  |       |
| 2008 | 5ºlugar     | Sonhos verde e rosa em brinquedos de papel.                                                                   |                                  |       |
| 2009 | 6ºlugar     | Esporte é Vida, é Beleza e Emoção.                                                                            | Itamilson Lima                   |       |
| 2010 | 5ºlugar     | Fernando Moucherek, a cor do coral: a música eclética com um toque especial.                                  |                                  |       |
| 2011 | 5ºlugar     | Mangueira! Berço do samba na melhor idade                                                                     | Washington Coelho e Airton Rolim |       |
| 2012 | 7ºlugar     | Dom Luís, olhai os teus filhos e veja como o tempo mudou                                                      | Itamilson Lima                   |       |
|      |             | não houve desfile                                                                                             |                                  | [ 6 ] |
| 2014 | 8º lugar    | Da gravura à grafitagem, a Mangueira pinta sete                                                               | Itamilson Lima                   |       |
| 2015 | 7° lugar    | No pungado da crioula e ula lá do meu fofão: de Paris a São Luís, o carnaval é a festa do povão e do Maranhão | Itamilson Lima                   |       |
| 2016 | vice campeã | Enoque Silva: o cisne dourado do lago joãopaulino                                                             | Itamilson Lima                   | [ 7 ] |
| 2017 | 3º lugar    | “Amor, Crença e Tradição 120 anos de Glória da Folha do Pajé (Maioba)”                                        | Itamilson Lima                   |       |
| 2018 | 4°lugar     | "No jubileu de álamo Oxóssi recebe o panteão dos orixás no xirê da mangueira"                                 | Itamilson Lima                   |       |
| 2019 | 3° lugar    | "Pela mente de um Fofão Uma Viagem Aos Antigos Carnavais"                                                     | Itamilson Lima                   |       |
| 2020 | 3º lugar    | Dos reis da abolição a rainha é ela: Maria Firmina, de Guimarães para o mundo                                 | Itamilson Lima                   |       |
| 2021 |             | Não houve desfile                                                                                             |                                  |       |
| 2022 |             | Não houve desfile                                                                                             |                                  |       |
| 2023 | 4º lugar    | Morada sagrada dos reis da encantaria do Maranhão                                                             | Itamilson Lima                   |       |
| 2024 | 4º lugar    | Entrelaçando destinos, as mãos que moldam a vida e tecem emoções                                              | Itamilson Lima                   |       |
| 2025 | 4⁰ lugar    | Mina, preta Mina, Dona Catharina                                                                              | Itamilson Lima                   |       |